# Brian Cherney
Brian Cherney   (Peterborough, 4 de setembre de 1942) és un compositor canadenc que resideix actualment a Mont-real (Quebec).
Cherney va néixer a Peterborough, Ontario. Va estudiar a la Universitat de Toronto, on va ser deixeble de John Weinzweig, Samuel Dolin i John Beckwith. El 1972 es va incorporar a la "Schulich School of Music" de la Universitat McGill, on ha ensenyat anàlisi i composició durant més de trenta anys. Les seves peces, sovint caracteritzades per trajectòries formals acuradament calculades i un ric llenguatge harmònic, donen la impressió d'una intensitat tranquil·la, que normalment presenta "quietud" d'alguna manera. Les seves obres s'han reproduït a tota Amèrica del Nord, Europa i altres llocs. Cherney manté una activa carrera com a compositor, professor i autor; el seu llibre Harry Somers (1975, U of T Press) continua sent una de les obres de referència més importants i detallades d'aquest compositor. Va rebre el premi Jules Léger de nova música de cambra el 1985 per River of Fire. És el germà de l'oboista Lawrence Cherney.
Cherney va ser nomenat membre de l'Ordre del Canadà el 2021.